# Acrópolis de Arpino
La Acrópolis de Arpino (en italiano: Civitavecchia di Arpino) es un sitio arqueológico próximo al centro habitado de la ciudad de Arpino, uno de los más importantes para el conocimiento de la arquitectura megalítica del Lacio meridional, no solo por la gran extensión de los muros, sino también por su antigüedad, mayor a la de otros sitios (próxima según algunos a la Edad del Hierro, siglos VIII/VII a. C.), y clasificable según la escalera ideada por Giuseppe Lugli en segundo lugar.
La civitas vetus de la ciudad representa una de las murallas mejor conservadas. Construida en opus polygonale en época prerromana, de particular importancia es la presencia en ella de un "arco de sexto agudo", único superviviente en su género en toda el área mediterránea. Se trata de un típico falso arco, que viene a constituir una puerta denominada scea. Las puertas scee (famosas en la antigua Troya) son aquellas que no se abren frontalmente, sino de lado, y precisamente en el lado siniestro (scaevus, en latín "siniestro") sobre una muralla sghemba; de este modo, para entrar en la ciudad amurallada se debe entrar desprotegido, algo muy importante en una sociedad guerrera.

La Acrópolis de Arpino, llamada Civitavecchia, 627 m s.l.m., con el fondo del valle del Liri y de los Montes Ernici.

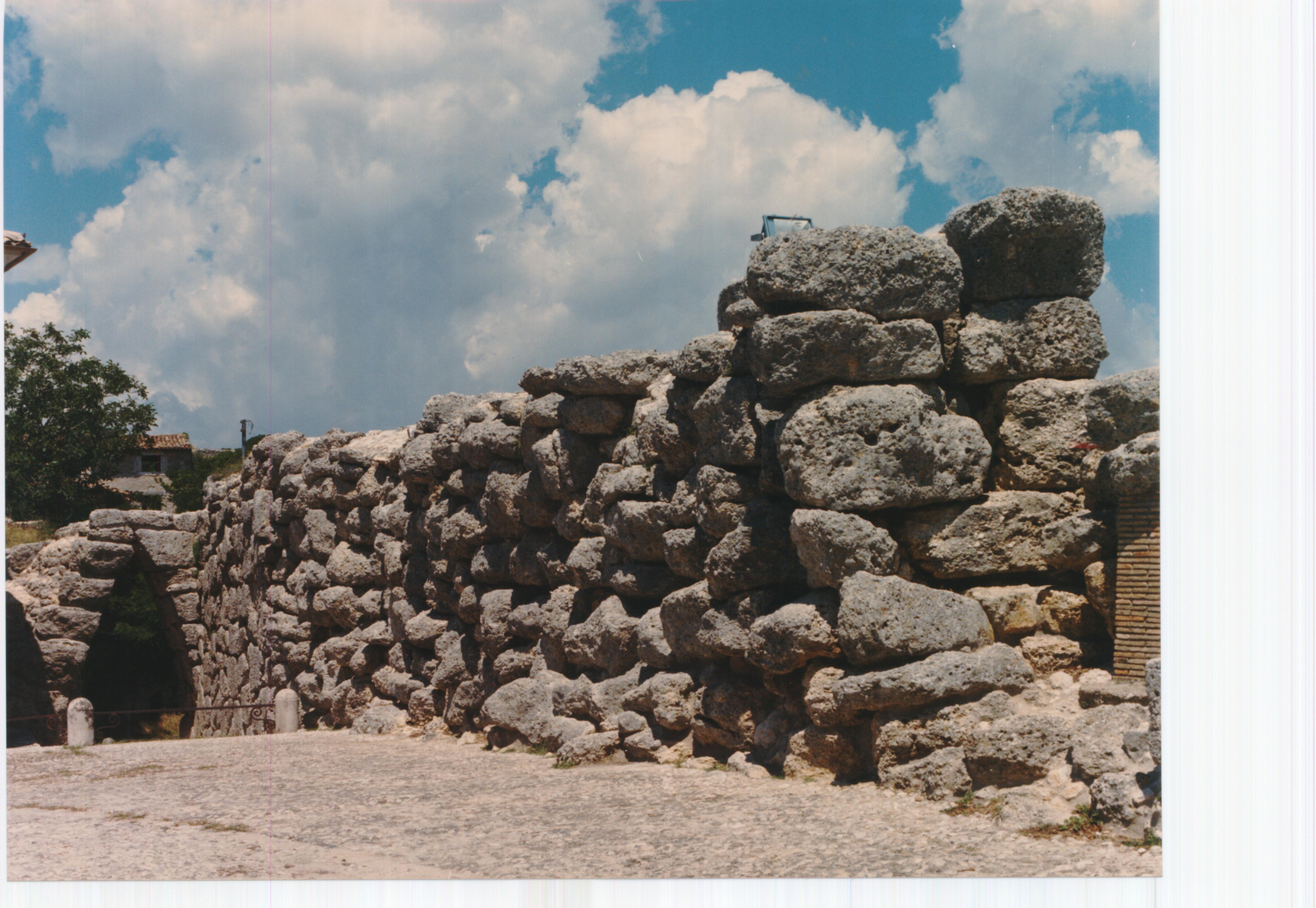
Arco a sexto agudo y extraído de muros poligonales de la segunda manera en la Acrópolis de Arpino

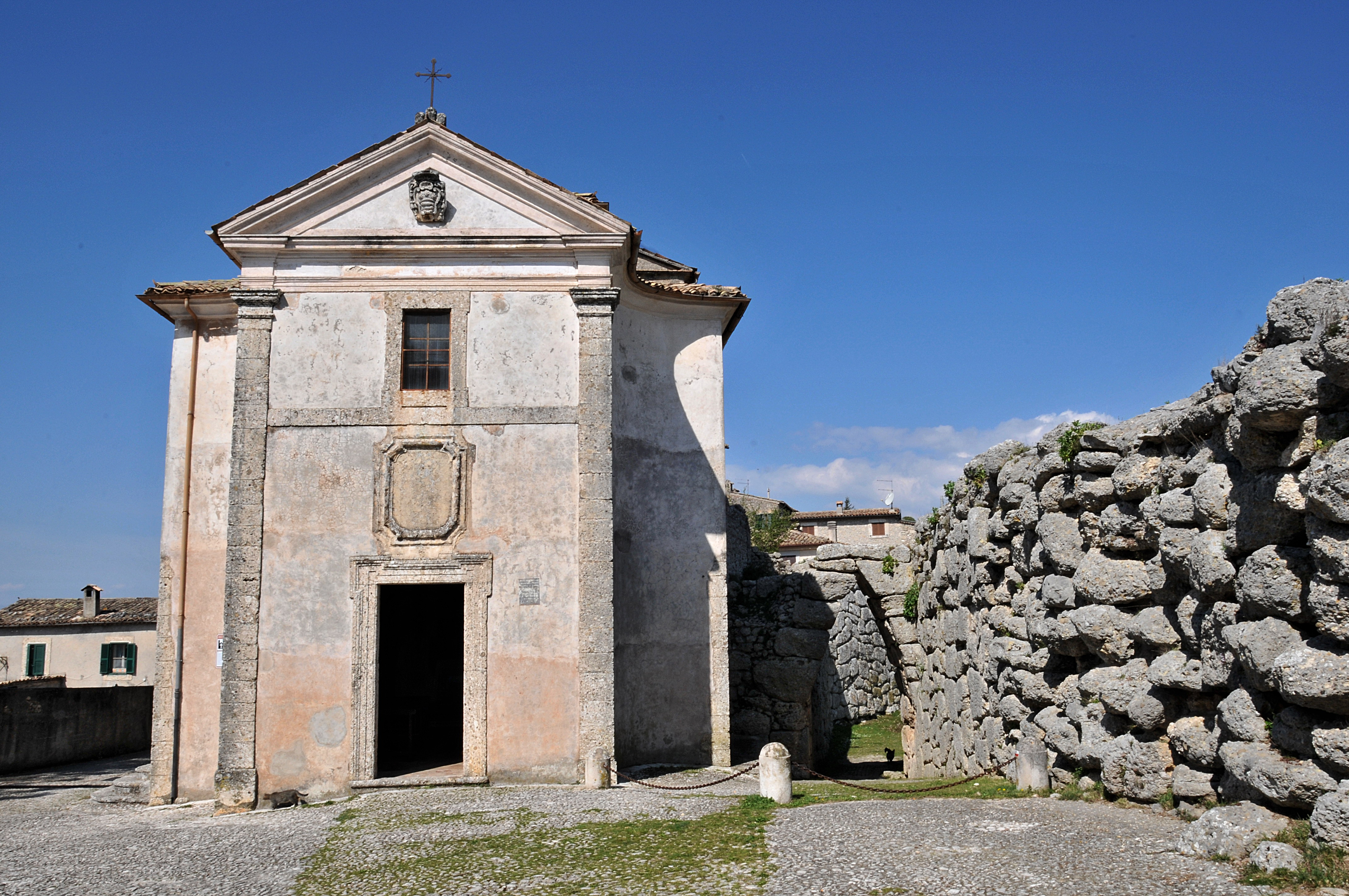
Iglesia de la Santísima Trinidad y arco de sexto agudo

La acrópolis, situada a una altitud media de 627 m, es llamada hoy Civitas Vetus o Civitavecchia, probablemente en contraposición a la Civitas Falconara, situada sobre un contrafuerte casi opuesto a la Civitavecchia en sentido oeste-suroeste.

## Galería de imágenes

Panorámica de la Torre medieval llamada Cicerone, del arco de sexto agudo y del campanario de la Iglesia de la Santísima Trinidad en Civitavecchia di Arpino.
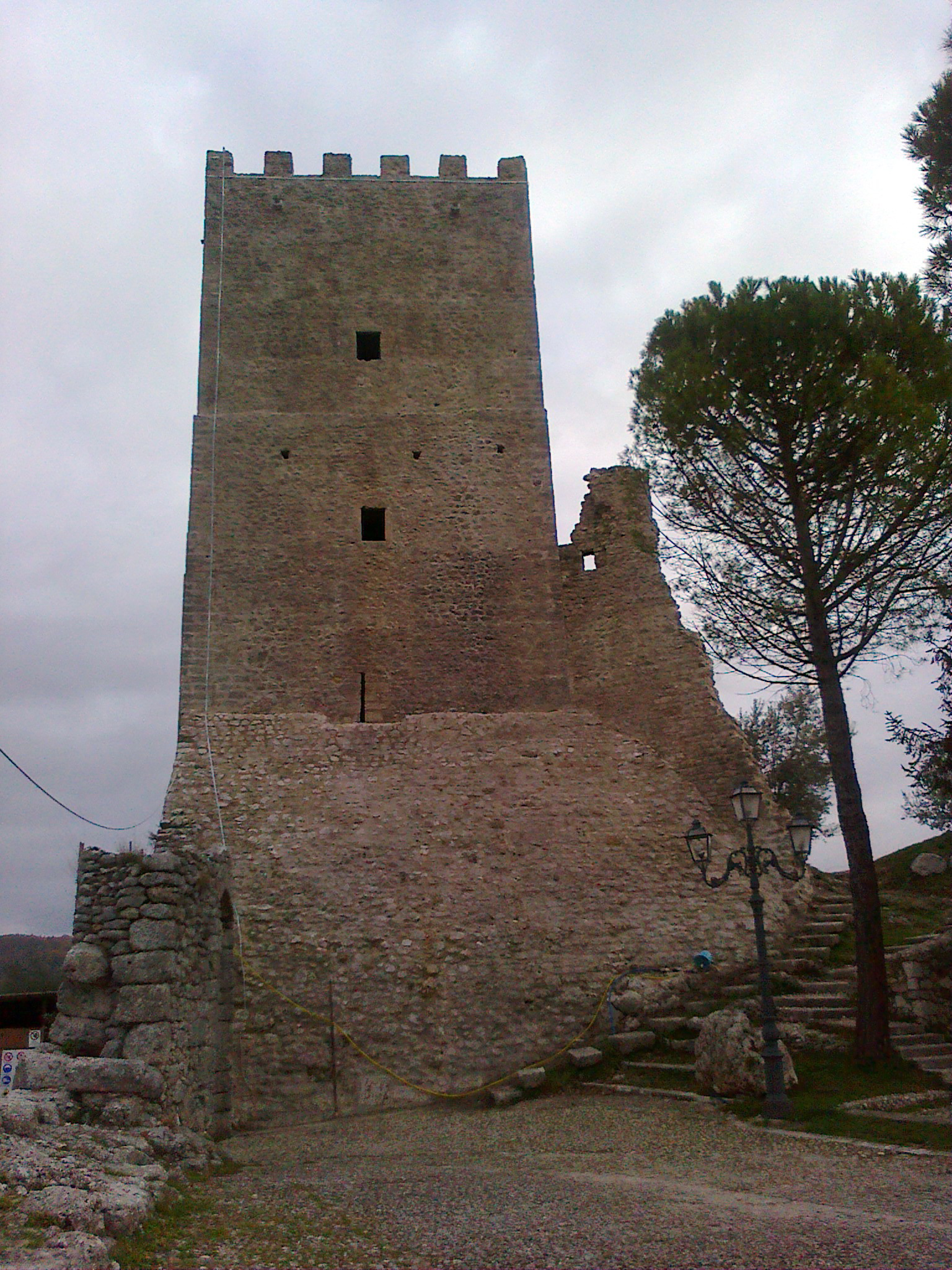
La Torre de Cicerone después de su restauración en 2011.
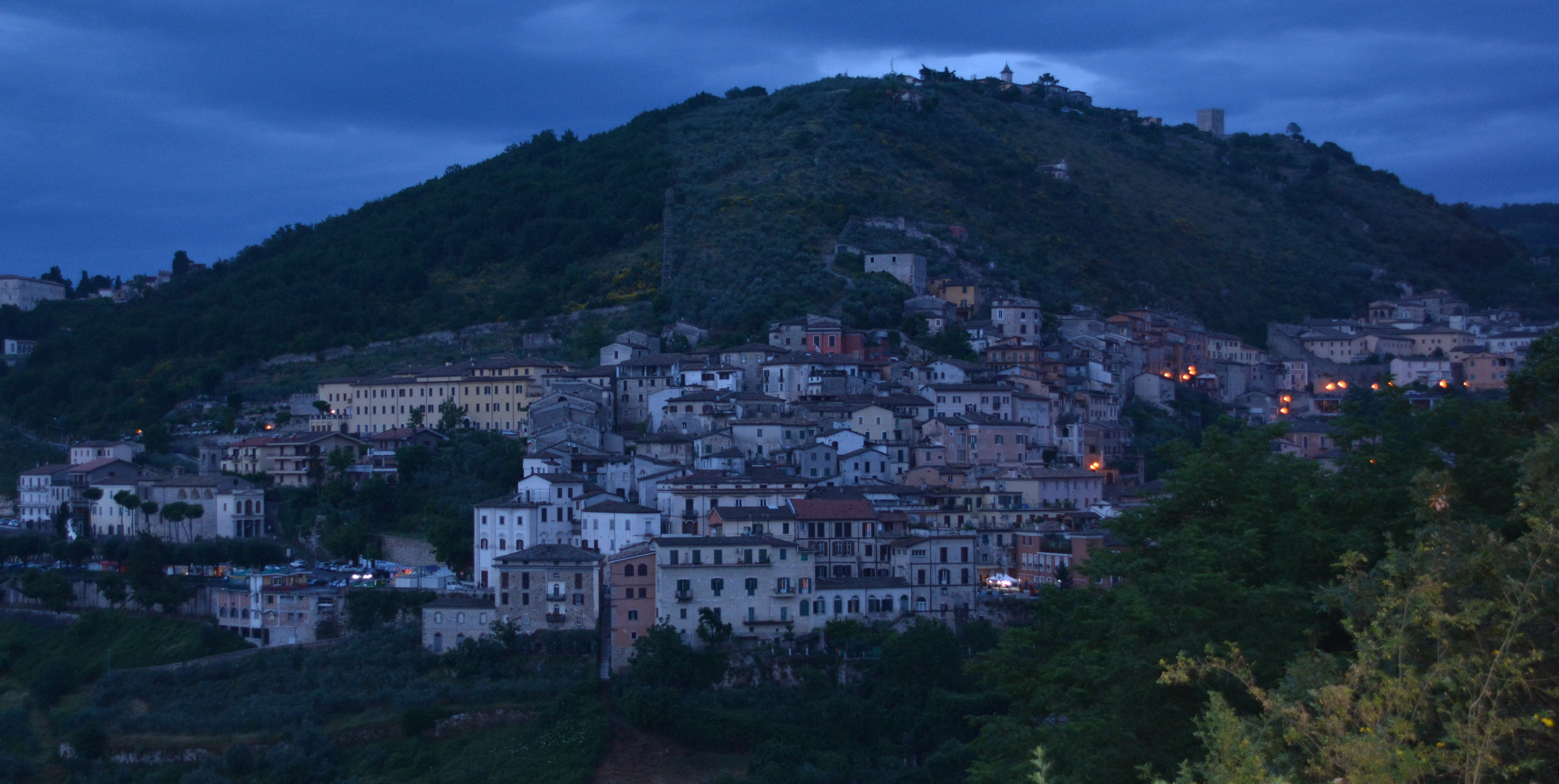
Panorámica vista por la Civita Falconara, con la acrópolis en alto a la izquierda y los muros megalíticos de la ciudad de Arpino.
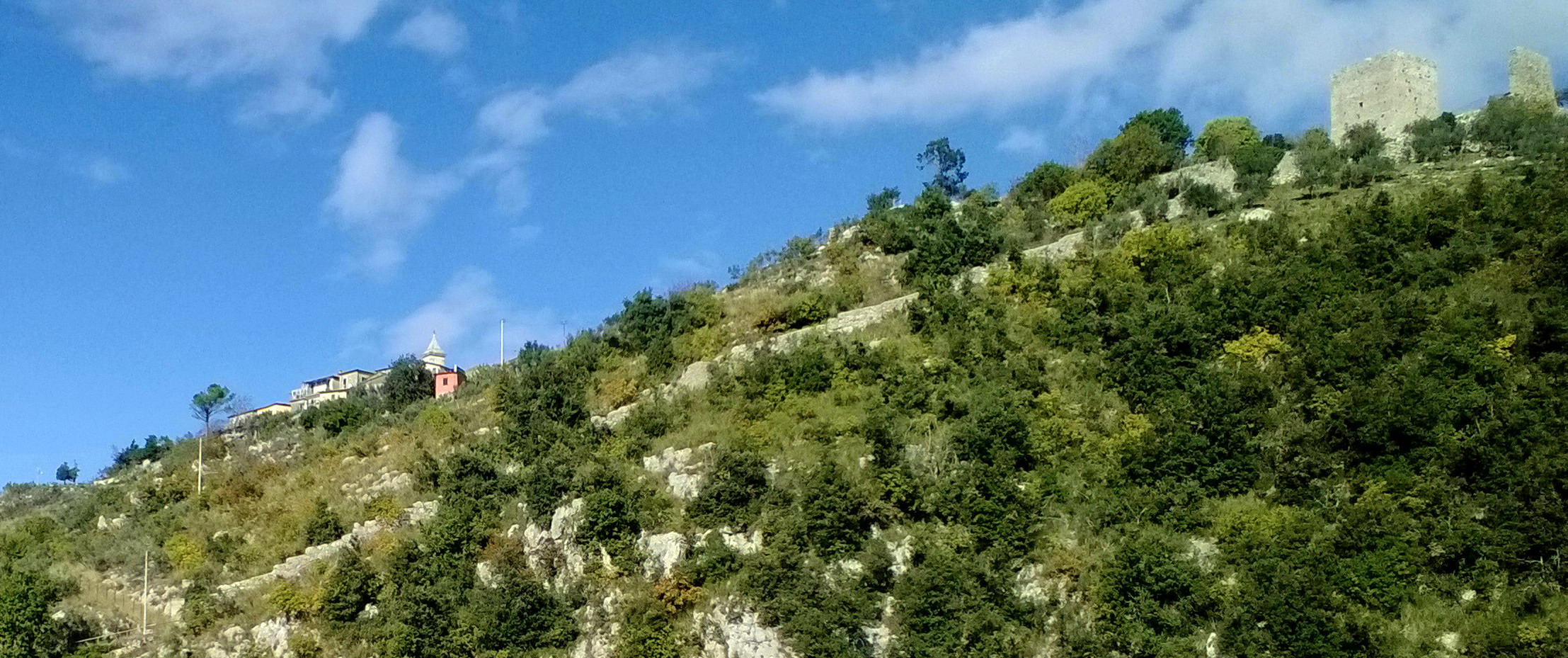
Muros megalíticos bajo la Torre de Civitavecchia.
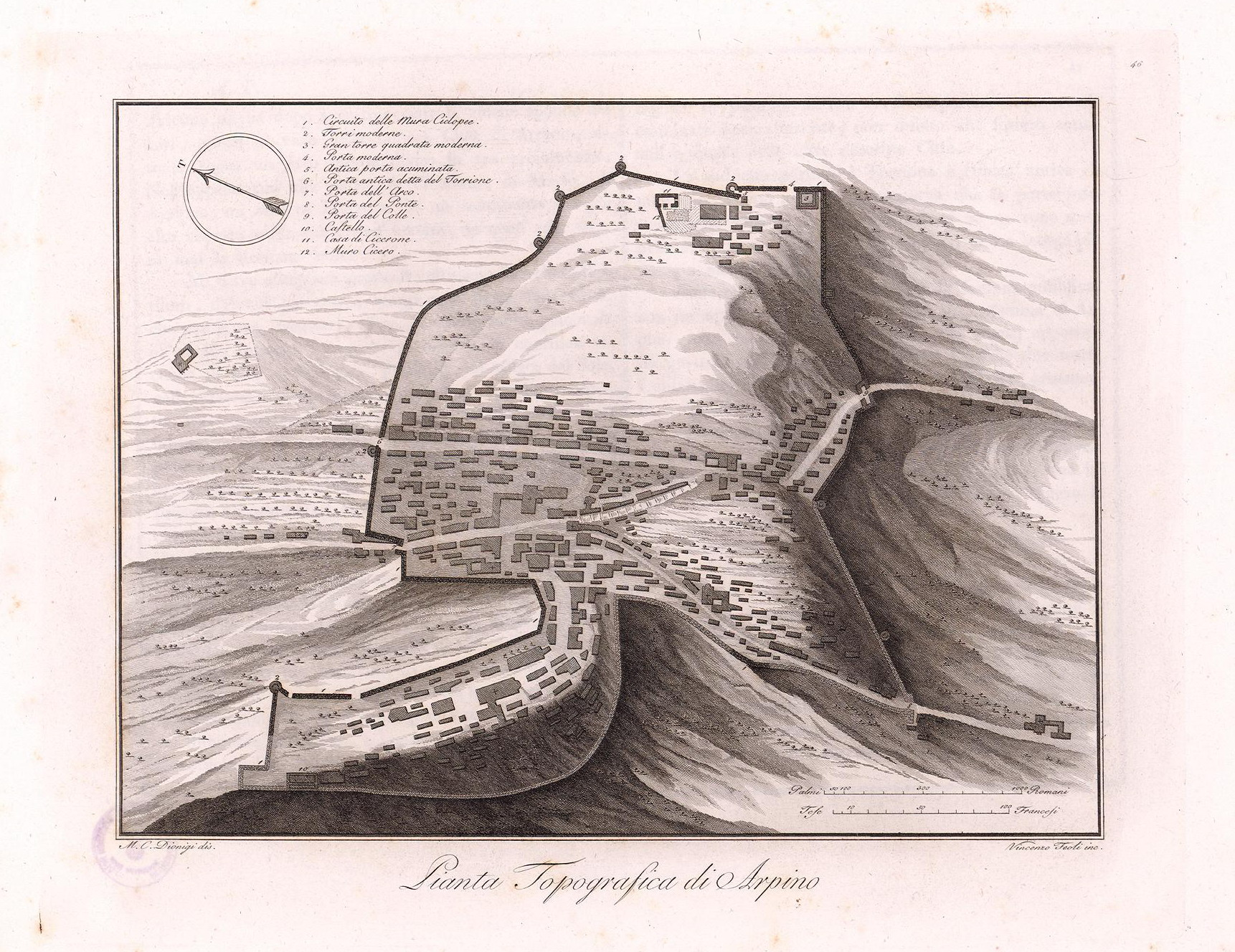
Imagen topográfica de la ciudad de Arpino extraída del volumen "Viaje a las antiguas ciudades del Lacio", de Marianna Dionigi Candidi, 1809.